# Coppa Svizzera 2009-2010 (pallacanestro femminile)
Coppa Svizzera di pallacanestro femminile 2009-2010.

## Partecipanti
| Elfic Fribourg       |
| Hélios Basket        |
| Sdent Nyon           |
| Pully                |
| Riva Basket          |
| Sdent Sierre Basket  |
| B.B.C. Troistorrents |

| B.B.C. Agaune                |
| B.C. Fémina Bern             |
| BBC Cossonay                 |
| D.E.L. Basket                |
| Hope-G.B.A. (Bernex-Basket)  |
| Lancy Basket                 |
| Lausanne Ville-Prilly Basket |
| Martigny-Rhône Basket        |
| Sion Basket                  |
| Blonay-Vevey                 |

| B.C. Alstom Baden              |
| S.C. Uni Basel Basket          |
| Pallacanestro Bellinzona       |
| C.V.J.M. Basketball Frauenfeld |
| Greifensee Basket              |
| Lu-Town Highflyers             |
| S.P. Muraltese                 |
| B.C. Olten-Zofingen            |
| C.V.J.M. Riehen                |
| Wallaby Basket                 |

| B.C. K.S. Mutschellen |

| B.C. Münchenstein      |
| S.a.m. Basket Massagno |

## Qualifiche
```
BC Fémina Bern	-	BC Alstom Baden	68-71 (33-30)
BBC Agaune	-	Blonay-Vevey	55-72 (40-35)
Sion Basket	-	Hélios Basket	40-109 (21-48)
Lancy Basket	-	Espérance Sportive Pully	49-72 (26-43)
DEL Basket	-	BCF Elfic Fribourg Basket	32-109 (22-53)
Martigny-Rhône Basket	-	BBC Troistorrents	27-82 (18-32)
SP Muraltese	-	Canti Riva Basket	62-86 (21-55)
BC Olten-Zofingen	-	SC Uni Basel Basket	36-76 (11-41)
BC Münchenstein	-	CVJM Riehen	37-87 (24-33)
SAM Basket Massagno	-	Pallacanestro Bellinzona	44-64 (14-28)
Hope-GBA	-	Lausanne Ville-Prilly Basket	73-41 (45-22)
BBC Cossonay	-	Sdent Nyon Basket Féminin	24-127 (11-62)
Lu-Town Highflyers	-	Wallaby Basket	96-50 (57-25)
Greifensee Basket	-	CVJM Basketball Frauenfeld	57-68 (24-33)

```

## Ottavi di finale
```
CVJM Basketball Frauenfeld	-	Sdent Sierre Basket	31-124 (18-67)
BC Alstom Baden	-	BBC Troistorrents	44-89 (26-48)
SC Uni Basel Basket	-	Hope-GBA	56-43 (30-23)
CVJM Riehen	-	Espérance Sportive Pully	40-113 (31-67)
Blonay-Vevey	-	Canti Riva Basket	40-71 (20-43)
Lu-Town Highflyers	-	Sdent Nyon Basket Féminin	31-86 (18-45)
Pallacanestro Bellinzona	-	Hélios Basket	42-82 (17-45)
BC KS Mutschellen	-	BCF Elfic Fribourg Basket	27-88 (10-50)

```